# Steppengeoglyphen
Die als Steppengeoglyphen bekannt gewordenen Geoglyphen umfassen eine Reihe von mindestens 260 Erdwerkformationen aus der Jungsteinzeit in Torghai in Kasachstan.
Altersbestimmungen mit dem optisch stimulierten Lumineszenz-Verfahren (OSL) ergaben Alter zwischen 1000 und 8000 Jahren v. Chr. Der Entdecker dieser Strukturen, Dimitriy Dey, vermutet, dass sie möglicherweise von der steinzeitlichen Mahandzhar-Kultur errichtet wurden, die vor 8000 Jahren existierte. Sie wurden 2007 mithilfe von Google Earth von Dmitriy Dey entdeckt und werden seit 2014 wissenschaftlich erforscht.
Zu den Strukturen zählen der Bestamskoe-Ring, das Ushtogaysky-Quadrat und eine dreiarmige Swastika.